# Astley Village
Astley Village is een civil parish in het bestuurlijke gebied Chorley, in het Engelse graafschap Lancashire met 3005 inwoners.